# Капонигро, Пол
Пол Капони́гро (англ. Paul Caponigro; 7 декабря 1932, Бостон, США — 10 ноября 2024) — американский фотограф, мастер пейзажной фотографии и фотонатюрморта.

## Ранние годы
Капонигро начал интересоваться фотографией в 13 лет. В этом возрасте он стал исследовать окружающий мир с помощью своей фотокамеры. Однако он также имел сильную страсть к музыке и в 1950-м начал изучать её в Музыкальном колледже Бостонского университета. В конечном же итоге Пол решил сосредоточиться на изучении фотографии, для чего окончил Калифорнийскую школу изящных искусств.

## Карьера
Пол Капонигро учился у Майнора Уайта и был удостоен двух стипендий Гуггенхайма и трёх грантов от Национального фонда искусств (National Endowment for the arts (NEA)). Самые известные его фотографии — это «Бегущий белый олень» (Running White Deer) и «Галактическое яблоко» (Galaxy Apple). Его тематика — пейзаж и натюрморт, черпающие сюжет в природных формах. Капонигро наиболее известен своими пейзажными работами, а также фотографиями мистического и духовного содержания. Его часто считают одним из ведущих пейзажных фотографов Америки.
Первая персональная выставка Капонигро состоялась в Доме Джорджа Истмена в 1958 году. В 1960-х Капонигро преподавал фотографию в Бостонском университете и по совместительству работал консультантом в корпорации Polaroid, давая рекомендации по различным техническим вопросам. Во время своего пребывания в Нью-Мексико с 1973 по 1993 год он жил в Эль-Ранчо-де-Сан-Себастьян.
В 1971 году его фотографии экспонировались на групповой выставке Le Groupe Libre Expression: Expo 5, представленной Жан-Клодом Готраном на фестивале Les Rencontres d'Arles, Франция.
Работы Капонигро включены в коллекции Музея Гуггенхайма, Музея американского искусства Уитни, Музея Нортона Саймона, Музея искусств Нью-Мексико и Музея современного искусства Сан-Франциско.
В 2001 году в знак признания устойчивого и стабильного вклада в искусство фотографии он был награждён медалью Столетия (Centenary Medal) и Почётной стипендией (Honorary Fellowship (HonFRPS)) Королевского фотографического общества.
Пол Капонигро — преданный почитатель фортепиано. Он неплохо владеет инструментом и считает, что полученное им музыкальное образование имеет важное значение для создания его фотографических образов.
Его сын Джон Пол Капонигро — фотохудожник, мастер цифровой фотографии.
Капонигро умер 10 ноября 2024 года в возрасте 91 года.